# Lamine Camara
Lamine Camara (Diouloulou, 1º gennaio 2004) è un calciatore senegalese, centrocampista del Monaco e della nazionale senegalese.

## Carriera

### Club
Nel febbraio del 2023, Camara ha firmato un contratto di tre anni e mezzo con i francesi del Metz, con cui ha concluso la stagione 2022-2023 conquistando una promozione dalla seconda alla prima divisione francese.

### Nazionale
Camara è stato convocato dalla nazionale senegalese under-20 per la Coppa delle nazioni africane Under-20 2023. Successivamente ha giocato anche nella nazionale senegalese Under-23.
Camara ha rappresentato la nazionale senegalese al Campionato delle nazioni africane 2022, dove è stato nominato miglior giovane giocatore della fase a gironi.
Nel 2023 partecipa alla Coppa d'Africa.

## Statistiche

### Presenze e reti nei club
Statistiche aggiornate al 18 settembre 2023.
| Stagione        | Squadra         | Campionato      | Campionato | Campionato | Coppe nazionali | Coppe nazionali | Coppe nazionali | Coppe continentali | Coppe continentali | Coppe continentali | Altre coppe | Altre coppe | Altre coppe | Totale | Totale | Totale |
| Stagione        | Squadra         | Comp            | Pres       | Reti       | Comp            | Pres            | Reti            | Comp               | Pres               | Reti               | Comp        | Pres        | Reti        | Pres   | Reti   |        |
| --------------- | --------------- | --------------- | ---------- | ---------- | --------------- | --------------- | --------------- | ------------------ | ------------------ | ------------------ | ----------- | ----------- | ----------- | ------ | ------ | ------ |
| 2022-2023       | Metz            | L2              | 4          | 0          | CF              | 0               | 0               |                    | -                  | -                  |             | -           | -           | 4      | 0      |        |
| 2023-2024       | Metz            | L1              | 17         | 1          | CF              | 0               | 0               |                    | -                  | -                  |             | -           | -           | 17     | 1      |        |
| Totale carriera | Totale carriera | Totale carriera | 21         | 1          |                 | 0               | 0               |                    | -                  | -                  |             | -           | -           | 21     | 1      |        |

### Cronologia presenze e reti in nazionale
| Cronologia completa delle presenze e delle reti in nazionale ― Senegal | Cronologia completa delle presenze e delle reti in nazionale ― Senegal | Cronologia completa delle presenze e delle reti in nazionale ― Senegal | Cronologia completa delle presenze e delle reti in nazionale ― Senegal | Cronologia completa delle presenze e delle reti in nazionale ― Senegal | Cronologia completa delle presenze e delle reti in nazionale ― Senegal | Cronologia completa delle presenze e delle reti in nazionale ― Senegal | Cronologia completa delle presenze e delle reti in nazionale ― Senegal |
| Data                                                                   | Città                                                                  | In casa                                                                | Risultato                                                              | Ospiti                                                                 | Competizione                                                           | Reti                                                                   | Note                                                                   |
| ---------------------------------------------------------------------- | ---------------------------------------------------------------------- | ---------------------------------------------------------------------- | ---------------------------------------------------------------------- | ---------------------------------------------------------------------- | ---------------------------------------------------------------------- | ---------------------------------------------------------------------- | ---------------------------------------------------------------------- |
| 13-7-2022                                                              | Durban                                                                 | Senegal                                                                | 1 – 1                                                                  | eSwatini                                                               | COSAFA Cup 2022 - Quarti di finale                                     | 1                                                                      |                                                                        |
| 15-7-2022                                                              | Durban                                                                 | Zambia                                                                 | 4 – 3                                                                  | Senegal                                                                | COSAFA Cup 2022 - Semifinale                                           | 1                                                                      |                                                                        |
| 17-7-2022                                                              | Durban                                                                 | Mozambico                                                              | 1 – 1                                                                  | Senegal                                                                | COSAFA Cup 2022 - Finale 3º posto                                      | -                                                                      | 78’                                                                    |
| 24-7-2022                                                              | Monrovia                                                               | Liberia                                                                | 0 – 3                                                                  | Senegal                                                                | Qual. CHAN 2022                                                        | -                                                                      |                                                                        |
| 30-7-2022                                                              | Diamniadio                                                             | Senegal                                                                | 1 – 2                                                                  | Liberia                                                                | Qual. CHAN 2022                                                        | -                                                                      |                                                                        |
| 27-8-2022                                                              | Diamniadio                                                             | Senegal                                                                | 1 – 0                                                                  | Guinea                                                                 | Qual. CHAN 2022                                                        | -                                                                      |                                                                        |
| 2-9-2022                                                               | Bamako                                                                 | Guinea                                                                 | 1 – 0 (3 – 5 dtr)                                                      | Senegal                                                                | Qual. CHAN 2022                                                        | -                                                                      |                                                                        |
| 14-1-2023                                                              | Annaba                                                                 | Costa d'Avorio                                                         | 0 – 1                                                                  | Senegal                                                                | Campionato delle nazioni africane 2022 - 1º turno                      | -                                                                      |                                                                        |
| 18-1-2023                                                              | Annaba                                                                 | Senegal                                                                | 0 – 1                                                                  | Uganda                                                                 | Campionato delle nazioni africane 2022 - 1º turno                      | -                                                                      |                                                                        |
| 22-1-2023                                                              | Annaba                                                                 | Senegal                                                                | 3 – 0                                                                  | RD del Congo                                                           | Campionato delle nazioni africane 2022 - 1º turno                      | -                                                                      | 72’                                                                    |
| 27-1-2023                                                              | Annaba                                                                 | Senegal                                                                | 1 – 0                                                                  | Mauritania                                                             | Campionato delle nazioni africane 2022 - Quarti di finale              | 1                                                                      |                                                                        |
| 31-1-2023                                                              | Baraki                                                                 | Senegal                                                                | 1 – 0                                                                  | Madagascar                                                             | Campionato delle nazioni africane 2022 - Semifinale                    | -                                                                      | 89’                                                                    |
| 4-2-2023                                                               | Baraki                                                                 | Algeria                                                                | 0 – 0 dts (5 – 4 dtr)                                                  | Senegal                                                                | Campionato delle nazioni africane 2022 - Finale                        | -                                                                      | 23’                                                                    |
| 12-9-2023                                                              | Diamniadio                                                             | Senegal                                                                | 0 – 1                                                                  | Algeria                                                                | Amichevole                                                             | -                                                                      | 70’                                                                    |
| 18-11-2023                                                             | Diamniadio                                                             | Senegal                                                                | 4 – 0                                                                  | Sudan del Sud                                                          | Qual. Mondiali 2026                                                    | 1                                                                      |                                                                        |
| 21-11-2023                                                             | Lomé                                                                   | Togo                                                                   | 0 – 0                                                                  | Senegal                                                                | Qual. Mondiali 2026                                                    | -                                                                      | 65’                                                                    |
| 8-1-2024                                                               | Diamniadio                                                             | Senegal                                                                | 1 – 0                                                                  | Niger                                                                  | Amichevole                                                             | -                                                                      |                                                                        |
| 15-1-2024                                                              | Yamoussoukro                                                           | Senegal                                                                | 3 – 0                                                                  | Gambia                                                                 | Coppa d'Africa 2024 - 1º turno                                         | 2                                                                      | 90+5’                                                                  |
| 19-1-2024                                                              | Yamoussoukro                                                           | Senegal                                                                | 3 – 1                                                                  | Camerun                                                                | Coppa d'Africa 2023 - 1º turno                                         | -                                                                      | 90’                                                                    |
| 29-1-2024                                                              | Yamoussoukro                                                           | Senegal                                                                | 1 – 1 (4 - 5 dtr)                                                      | Costa d'Avorio                                                         | Coppa d'Africa 2023 - Ottavi di finale                                 | -                                                                      | 72’ 88’                                                                |
| 22-3-2024                                                              | Amiens                                                                 | Senegal                                                                | 3 – 0                                                                  | Gabon                                                                  | Amichevole                                                             | -                                                                      |                                                                        |
| 6-6-2024                                                               | Diamniadio                                                             | Senegal                                                                | 1 – 1                                                                  | RD del Congo                                                           | Qual. Mondiali 2026                                                    | -                                                                      | 89’                                                                    |
| 9-6-2024                                                               | Nouakchott                                                             | Mauritania                                                             | 0 – 1                                                                  | Senegal                                                                | Qual. Mondiali 2026                                                    | -                                                                      | 81’                                                                    |
| 6-9-2024                                                               | Diamniadio                                                             | Senegal                                                                | 1 – 1                                                                  | Burkina Faso                                                           | Qual. Coppa d'Africa 2025                                              | -                                                                      | 68’                                                                    |
| 9-9-2024                                                               | Lilongwe                                                               | Burundi                                                                | 0 – 1                                                                  | Senegal                                                                | Qual. Coppa d'Africa 2025                                              | -                                                                      | 90+2’                                                                  |
| 11-10-2024                                                             | Dakar                                                                  | Senegal                                                                | 4 – 0                                                                  | Malawi                                                                 | Qual. Coppa d'Africa 2025                                              | -                                                                      | 65’                                                                    |
| 19-11-2024                                                             | Dakar                                                                  | Senegal                                                                | 2 – 0                                                                  | Burundi                                                                | Qual. Coppa d'Africa 2025                                              | -                                                                      | 70’                                                                    |
| 22-3-2025                                                              | Bengasi                                                                | Sudan                                                                  | 0 – 0                                                                  | Senegal                                                                | Qual. Mondiali 2026                                                    | -                                                                      | 67’                                                                    |
| 25-3-2025                                                              | Dakar                                                                  | Senegal                                                                | 2 – 0                                                                  | Togo                                                                   | Qual. Mondiali 2026                                                    | -                                                                      | 84’                                                                    |
| 6-6-2025                                                               | Dublino                                                                | Irlanda                                                                | 1 – 1                                                                  | Senegal                                                                | Amichevole                                                             | -                                                                      | 63’                                                                    |
| 10-6-2025                                                              | West Bridgford                                                         | Inghilterra                                                            | 1 – 3                                                                  | Senegal                                                                | Amichevole                                                             | -                                                                      |                                                                        |
| Totale                                                                 |                                                                        | Presenze                                                               | 31                                                                     |                                                                        | Reti                                                                   | 6                                                                      |                                                                        |

## Palmarès

### Nazionale
- Coppa delle nazioni africane Under-20: 1

2023
- Campionato delle nazioni africane: 1

2022

### Individuale
- MVP della Coppa delle nazioni africane Under-20: 1

2023
- Miglior giovane della fase a gironi del Campionato delle nazioni africane: 1

2023